# Discogs
 (avril 2013).
Si vous disposez d'ouvrages ou d'articles de référence ou si vous connaissez des sites web de qualité traitant du thème abordé ici, merci de compléter l'article en donnant les références utiles à sa vérifiabilité et en les liant à la section « Notes et références ».
Discogs (prononcé : [ˌdɪsˈkɑɡz]; diminutif anglophone de discographies) est un site web et une base de données collaborative d'enregistrements audio, musicaux ou non, constitué de productions commerciales ou publicitaires, de productions indépendantes et non-commerciales, de bootlegs et autres productions non officielles. Les serveurs de Discogs, hébergés sous le nom de domaine discogs.com, sont la propriété de Zink Media Inc. et sont situés à Portland, Oregon, États-Unis.
Discogs est l'une des plus grandes bases de données en ligne répertoriant les productions musicales de tous genres publiées sur tous les types de supports, vinyles, CD, cassettes audio, 78 tours, etc. À la fin de l'année 2016, tous genres et formats confondus, le site cataloguait un peu plus de huit millions de productions. Il propose aussi des informations sur plus de 8 400 000 artistes et plus de 880 000 labels.
Le site dispose également depuis 2005 d'une plate-forme de marché en ligne, nommée Marketplace, grâce à laquelle il est devenu un acteur majeur du marché de l'industrie musicale. En 2015, les ventes de CD et de disques vinyles ont représenté sur la plate-forme Discogs une valeur d'échanges supérieure à cent millions de dollars.

## Histoire
Le fondateur de Discogs, Kevin Lewandowski, est un programmeur, DJ et amateur de musique. Il a déclaré en 2010 avoir travaillé environ six mois sur la première version du site, avant de le lancer en novembre 2000. À l'origine, la base de données est uniquement consacrée à la musique électronique, avec plus de 98 % de la musique recensée appartenant à ce genre.
À la mi-2003, commence l'écriture d'une nouvelle version de discogs, appelée v2.0 (contrairement à la version existant jusque-là, la v1.0). Parmi les changements annoncés, l'ouverture à de nouveaux genres, à commencer par le hip-hop. Ainsi, il y a désormais pour chaque album un genre assez général (électronique, hip-hop, rock) et un ou plusieurs styles plus précis (techno, house, trance). Les nouveautés concernent également des améliorations de l'interface et plus de possibilités pour l'ajout et la mise à jour de données.
D'autres genres que le hip-hop sont ajoutés par la suite, comme le rock et le jazz en janvier 2005, le funk/soul, la musique latine et le reggae en octobre de la même année. En janvier 2006, sont disponibles le blues ainsi que les enregistrements audios non musicaux, comme les spectacles ou les interviews. La musique classique est supportée à partir de juin 2007, et les derniers genres apparaissent en octobre 2007, et sont la musique militaire, la musique pour enfant, la folk, les musiques du monde et la musique country. Ainsi, n'importe quel enregistrement audio est censé pouvoir être répertorié dans la base.
Depuis 2006, Discogs a mis en place un système de vente et d'achat des disques référencés sur le site, baptisé Discogs Marketplace. Les frais liées à la vente d'articles étaient au commencement de 5 % du montant de ces derniers, et dans le courant du mois de juillet 2009, les frais sont passés à 6 % du prix de l'article vendu[réf. nécessaire](soit une augmentation de 20 %).
Depuis le 15 juillet 2013, Discogs interdit aux marchands de répercuter sur les acheteurs les frais liés à l'utilisation de Paypal[réf. nécessaire].
En 2015, 6,58 millions d'exemplaires se sont vendus sur Discogs, soit une augmentation de 31 % par rapport aux ventes de 2014. Parmi ceux-ci, on dénombre 5,35 millions de disques vinyles et 1,12 million de CD. Cela représente environ cent millions de dollars, faisant ainsi de Discogs un rival d'Amazon et d'eBay sur le secteur musical.
En octobre 2023, Discogs référençait plus de 16 734 000 enregistrements, dont 8 473 000 disques vinyles, 5 371 000 CD, 2 259 000 fichiers numériques, 1 449 000 cassettes audio, 468 000 78 tours et 41 142 disques souples (flexibles).

## Nombre de références
| Date             | Parutions | Artistes | Labels | Contributeurs |
| ---------------- | --------- | -------- | ------ | ------------- |
| 30 juin 2004     | 260 789   | NC       | NC     | 15 788        |
| 17 novembre 2015 | 6 464 362 | NC       | NC     | 2 962 113     |

## Système de contribution
Le contenu de la base de données de Discogs est produit par les utilisateurs enregistrés sur le site. Le système a subi quatre révisions majeures.

### Version 1 (V1)
Toutes les soumissions entrantes ont été vérifiées quant à leur exactitude formelle et factuelle par des utilisateurs privilégiés appelés "modérateurs", ou "mods" en abrégé, qui avaient été sélectionnés par la direction du site. Les soumissions et les modifications ne deviendraient pas visibles ou consultables tant qu'elles n'auraient pas reçu un seul vote positif d'un "mod". Un groupe encore plus restreint de super-modérateurs appelés "éditeurs" avait le pouvoir de voter sur les modifications proposées aux données des artistes et des labels.

### Version 2 (V2)
Cette version a introduit le concept de «limites de soumission» qui empêchait les nouveaux utilisateurs de soumettre plus de 2 à 3 versions pour modération. Le nombre de soumissions possibles par un utilisateur a augmenté sur une échelle logarithmique. L'objectif était double : 1) cela aidait à garder la file d'attente de soumission assez petite et gérable pour les modérateurs, et 2) cela permettait au nouvel utilisateur de s'acclimater lentement aux nombreuses règles de formatage et directives de soumission à Discogs. Les versions nécessitaient un certain nombre de votes pour être acceptées dans la base de données - initialement, le nombre de votes requis provenait de quatre modérateurs différents, mais avec le temps, le nombre a été réduit à trois, puis à deux.

### Version 3 (V3)
La V3 a été lancée en août 2007. Les limites de soumission ont été supprimées, permettant à chaque utilisateur de soumettre un nombre illimité de mises à jour et de nouvelles entrées. Les nouvelles versions ajoutées à la base de données étaient explicitement marquées comme "Non modérées" avec une bannière supérieure, et les mises à jour des éléments existants, tels que les versions, les artistes ou les labels, n'étaient pas affichées (ou disponibles pour les moteurs de recherche ou les visiteurs occasionnels) jusqu'à ce qu'elles soient approuvées. par les modérateurs.

### Version 4 (V4)
Ce système a été lancé le 10 mars 2008. Les nouvelles soumissions et modifications prennent actuellement effet immédiatement. Chaque fois qu'une nouvelle version est ajoutée ou qu'une ancienne version est modifiée, cette entrée est signalée comme nécessitant des votes (initialement, révision, mais ce terme a semé la confusion). Une entrée signalée est marquée par une barre jaune complète sur une version dans les vues de liste et, comme la version trois, une bannière sur la soumission elle-même — bien que, initialement, cette bannière ait été omise.
Tout élément peut faire l'objet d'un vote à tout moment, même s'il n'est pas signalé. Les votes consistent en une évaluation de l'exactitude et de l'exhaustivité de l'ensemble complet de données pour un élément (pas seulement les modifications les plus récentes), telles qu'évaluées par les utilisateurs qui ont été automatiquement déterminés, par un algorithme non divulgué, comme étant suffisamment expérimentés et fiables pour être autorisés à voter. Le vote « Changements requis » d'une soumission est affiché avec les données de l'élément.
Le système de classement a également changé dans la v4. Dans la v3, les points de classement n'étaient attribués aux soumissionnaires que lorsqu'une soumission était acceptée par les votes des modérateurs. Alors que, dans la v4, les points de classement sont désormais attribués immédiatement lorsqu'une soumission est faite, quels que soient l'exactitude des informations et les votes qu'elle reçoit finalement, le cas échéant.